# Język teke
Język teke (także: języki teke) – język z rodziny bantu, używany w Kongu i Demokratycznej Republice Konga. Dzieli się na cztery dialekty, uważane czasem za osobne języki:
- teke wschodni – w 1971 roku było ok. 71 tys. użytkowników
- teke centralny – w 1971 roku było ok. 15 tys. użytkowników
- teke północny – w 1971 roku było ok. 24 tys. użytkowników
- teke południowy – w 1971 roku było ok. 32 tys. użytkowników